# Grup de utilizatori GNU/Linux

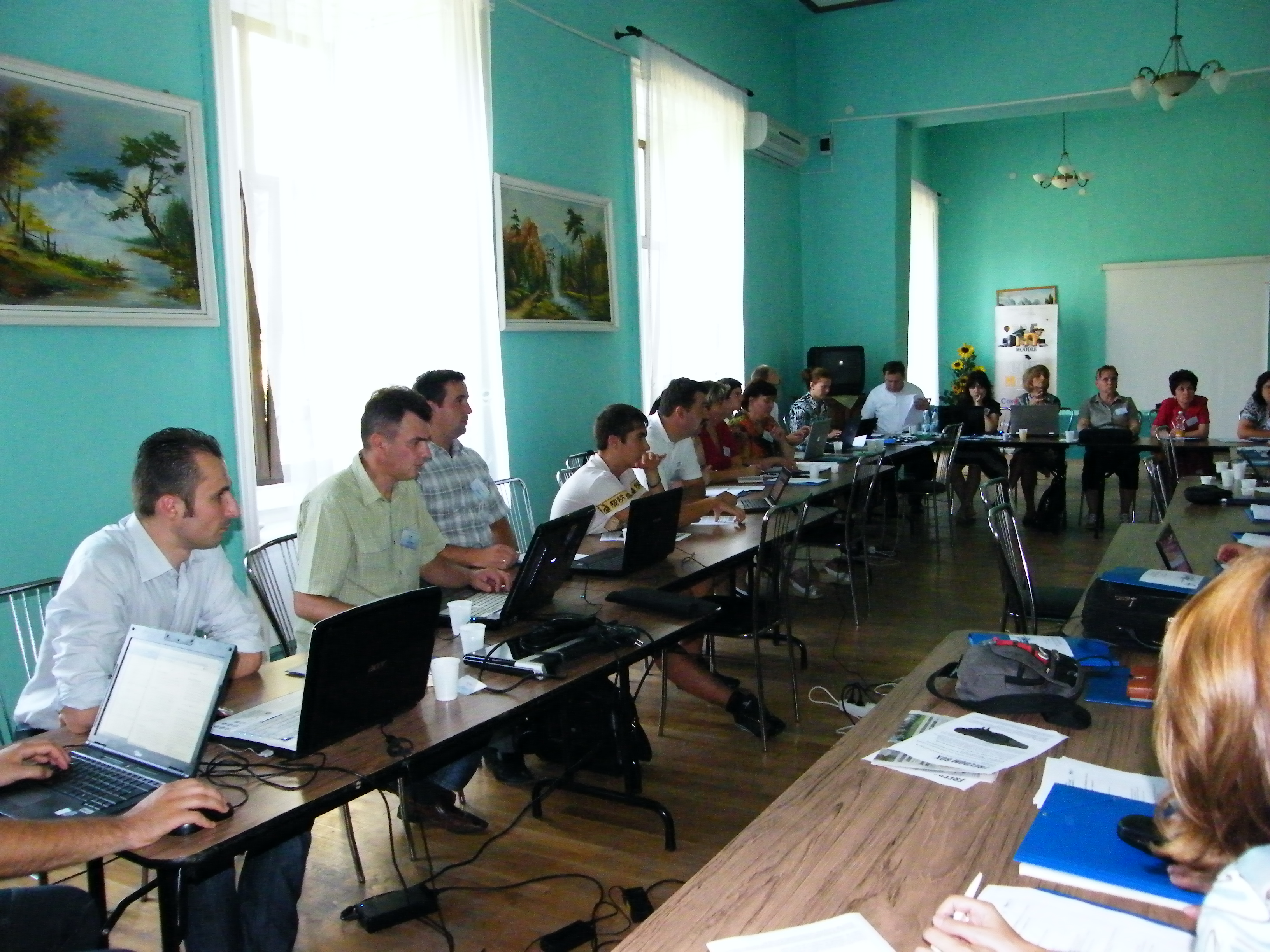
Grupul de la Școala de vară de Software liber „Informatica la Castel” 2011, în timpul lucrărilor.

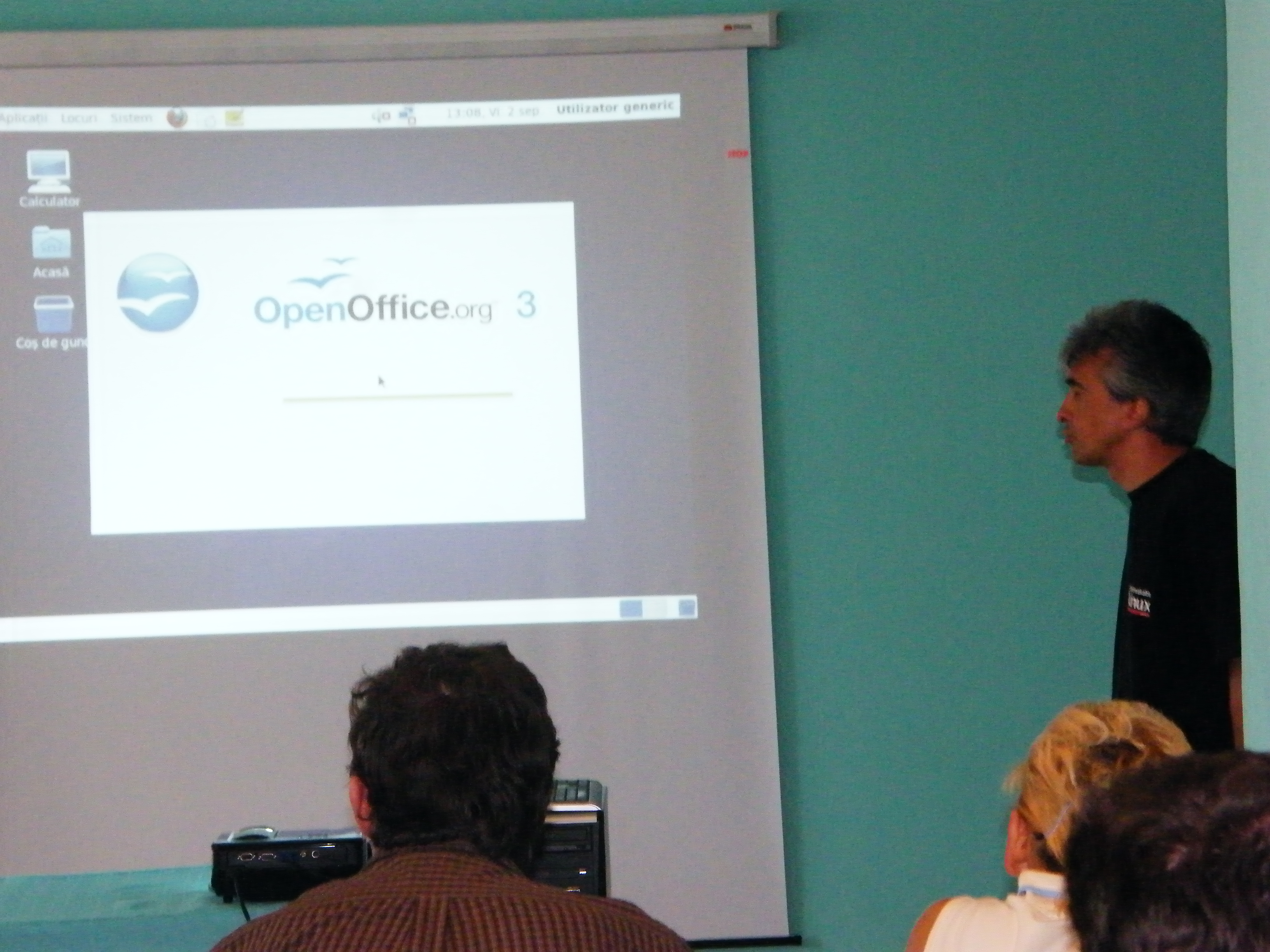
Grupul de la Școala de vară de Software liber „Informatica la Castel” 2011 instalând CentOS 6 și OpenOffice.org.

Un grup de utilizatori GNU/Linux sau grup de utilizatori Linux (engl. Linux User Group - LUG) este o organizație privată - de obicei cu participare gratuită sau care nu are ca scop profitul - care oferă sprijin și instruire pentru utilizatorii de GNU/Linux, în special pentru începători. Termenul se referă, de obicei, la grupuri de persoane care se întâlnesc față-în-față, dar este utilizat și pentru grupurile de asistență prin Internet, care pot avea membri răspândiți pe o suprafață geografică foarte întinsă și care nu organizează întâlniri reale. De multe ori, sub denumirea de LUG-uri se cuprind și grupuri pentru FreeBSD și alte sisteme de operare libere din familia Unix.